# J. Defert
J. Defert (ur. w XIX wieku, zm. ?) – tenisista reprezentujący III Republikę Francuską na pierwszych letnich igrzyskach olimpijskich. Był członkiem Racing Club de France.
Podczas igrzysk olimpijskich w Atenach wystąpił w konkurencji gry pojedynczej. W pierwszej rundzie spotkał się z przyszłym srebrnym medalistą, Grekiem Dimitriosem Kasdaglisem. Francuz przegrał ten pojedynek i odpadł z dalszej rywalizacji. Ostatecznie zajął ósme miejsce w zawodach.

## Udział w igrzyskach olimpijskich

### Letnie Igrzyska Olimpijskie 1896
| Konkurencja | 1/8 finału                    | Ćwierćfinał      | Półfinał         | Finał            | Klasyfikacja końcowa |
| Konkurencja | Przeciwnik Wynik              | Przeciwnik Wynik | Przeciwnik Wynik | Przeciwnik Wynik | Klasyfikacja końcowa |
| ----------- | ----------------------------- | ---------------- | ---------------- | ---------------- | -------------------- |
| singel      | Dimitrios Kasdaglis przegrana | NQ               | NQ               | NQ               | Miejsce 8.           |